# Histoire de la République centrafricaine

Centre-Afrique

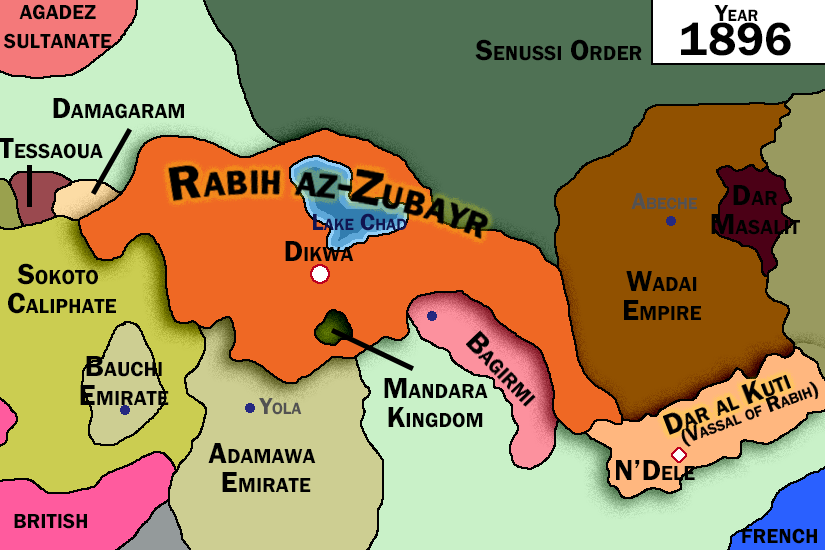
Schéma des territoires vers 1896

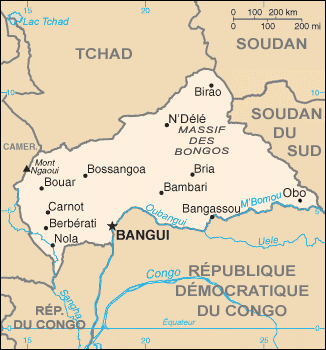
Carte actuelle du pays

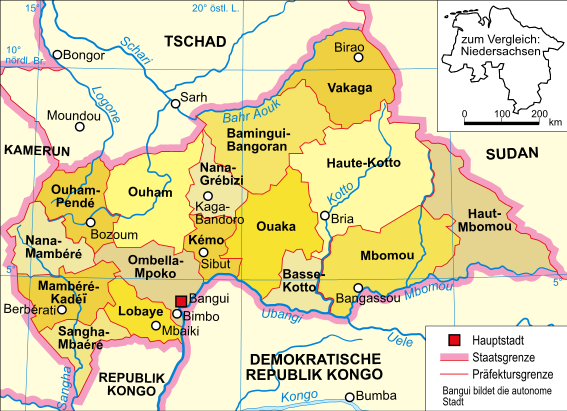
Préfectures de la République centrafricaine

La majorité des habitants de la Centrafrique se sont installés sur ce territoire depuis la seconde moitié du XVIIIe siècle. Les populations de langue soudanaise ont ainsi à cette période migré vers les forêts, pour fuir l'arrivée des guerriers peuls et les marchands d'esclaves.
L'esclavage a été malgré tout un fléau omniprésent dans les plateaux de Centrafrique durant le XIXe siècle.
Le pays a par la suite été annexé par les expéditions arabes de Bahr al-Ghazal.

## Préhistoire
Les recherches archéologiques sur la Centrafrique sont importantes.
Les sites paléo-métallurgiques de Bangui figurent depuis 2006 sur la liste indicative de la liste du patrimoine mondial en République centrafricaine de l'Unesco.

## Protohistoire: les temps anciens
Les premiers habitants de ce pays autrefois totalement couvert par la forêt étaient les pygmées babingas, suivis par les Bantous et les Peuls (haoussa).

### Populations adamawa-oubanguiennes et bantoues
À partir du IIIe millénaire avant notre ère, l’établissement et l’expansion vigoureuse sur le sol centrafricain des populations parlant les langues du groupe Adamaoua-Oubangui s’opposent à l’expansion bantoue qui trouve alors un exutoire vers le Sud et l’Est du continent,. Le noyau géographique originel des populations de langues Adamaoua-Oubangui serait tout proche car situé dans le massif de l'Adamaoua aux confins des actuels Cameroun, Nigeria, Tchad et République centrafricaine. De l’autre côté des contreforts occidentaux de l'Adamaoua (qui culmine à 3 400 m au Tchabal Mbabo dans les monts Gotel) était situé, sur la rivière Cross, le noyau originel des populations bantoues. Les deux groupes de populations vont connaître, au IIIe millénaire, une expansion simultanée à la suite de la domestication de l’igname et du palmier à huile.
L’implantation solide des populations de langues adamaoua-oubangiennes sur le territoire tiendrait à leur maîtrise des cultures agricoles aussi bien en zone de forêt sèche (apprises auprès des agriculteurs parlant les langues du groupe Soudan-Central) qu’en zone de forêt humide, une double compétence que n’avaient pas les Bantous à cette époque. La présence d’une agriculture en République centrafricaine est avérée à partir du milieu du IIe millénaire avant notre ère. Les populations de langues adamaoua-oubanguiennes achèvent leur implantation sur l’ensemble de l’actuelle République centrafricaine vers le début du Ier millénaire avant notre ère tandis que l’extension géographique maximale de ces populations est atteinte vers le début de l’ère chrétienne. Les habitants qui les avaient précédé (pygmées et soudanais centraux) sur le territoire de la Centrafrique actuelle sont alors soit assimilés soit marginalisés.

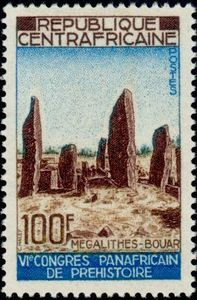
Mégalithes de Bouar (Nana-Mambéré).

Une civilisation mégalithique qui perdure jusqu’au Ier siècle apr. J.-C. se développe dans la région de Bouar (Ouest). C’est l’apparition de la métallurgie du fer qui semble avoir mis fin à la civilisation des mégalithes (Tazunu en gbaya). La métallurgie du fer se répand d’ouest en est et s’accompagne d’une expansion de la population dont on considère qu’elle atteignit 6 millions d’habitants sur l’ensemble du territoire centrafricain au XVIIIe siècle. Les populations auraient alors vécu en relative autarcie car à l’écart des grandes voies commerciales africaines.
Entre les débuts archéologiques et la période qui précède immédiatement la colonisation, soit environ 1 700 ans, les données concernant l’histoire du territoire occupé par la République centrafricaine sont rares ou peu accessibles au grand public. Il est probable qu’à l’instar de beaucoup de peuples établis dans la zone équatoriale, les populations de la région n’ont pas éprouvé le besoin de s’organiser autour de structures étatiques mais ont plutôt conservé un système de chefferies locales. Rétrospectivement, et étant donné l’expansion démographique supposée de la population (six millions d’habitants), on peut se demander si ce système n’était peut-être pas plus performant que bien d’autres. Le défaut majeur de cette organisation politique très superficielle est toutefois de ne pas avoir pu protéger les populations de langues adamaoua-oubanguiennes des épreuves qui allaient survenir au cours de la période contemporaine.

## De 500c à 1890c: période précoloniale
- Civilisation Sao
- Royaumes sahéliens (750-1900, en Nigritie)
- 1750c-1900c : sultanats zandé de Bangassou, de Rafaï, de Zémio
- sultanat de Dar el-Kouti (1830-1911/12)

### La traite arabe dans le nord-est
Au cours du XIXe siècle, la ville de Khartoum devient un centre très important du trafic d'esclaves, organisé par des compagnies de trafic d'or et d'esclaves, les « Khartoumies ». Al-Zubeir Rahma Mansour (1830-1913), seigneur de la guerre marchand d'esclaves, prend le contrôle des zaribas puis Rabah, un de ses lieutenants, se taille dès 1880 un royaume esclavagiste entre les bassins de l'Oubangui et du Nil (pays des Kreich et du Dar Banda, au sud du Ouaddaï).
Mohamed es-Senoussi (?-1911), son neveu, devient sultan du Dar El-Kouti, dans le nord de la Centrafrique, d'où il lance des raids esclavagistes.
Il reste d'abord fidèle à Rabah. Toutefois, lorsque le Français Paul Crampel, à la tête d'une mission d'exploration, atteint son camp au mois d'avril 1891, le sultan, qui veut l'empêcher de continuer sa route jusqu'au Ouaddaï où il aurait pu rencontrer Rabah et le ravitailler en armes, le fait exécuter le 9 avril 1891 et s'approprie ses armes. Peu de jours après, il attaque un deuxième contingent, mené par Gabriel Biscarrat. Mohammed es-Senoussi récupère les armes et les munitions de cette deuxième mission, ce qui lui permet de mettre fin à sa dépendance de Rabah.
Le Tata fortifié du sultan Sénoussi, son palais fortifié, est édifié sur la colline surplombant la ville de Ndélé, à partir duquel il ravitaille les marchés d'Afrique du Nord en esclaves.
Il poursuit ensuite ses raids esclavagistes le long de la rivière Ouaka, qui déciment le pays banda jusqu'en 1910 avec la complicité passive de la France. Il est finalement tué par les Français en 1911. Ces razzias ont des conséquences désastreuses sur les populations septentrionales de l'Oubangui-Chari, même si elles s'opèrent grâce à des alliances plus ou moins durables conclues avec des groupes locaux.

## Période coloniale de l'Oubangui-Chari (1885c-1959c)

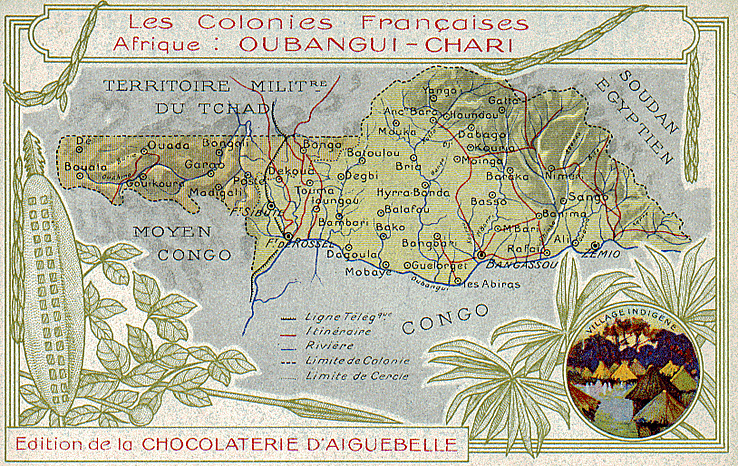
L'Oubangui-Chari vers 1910.

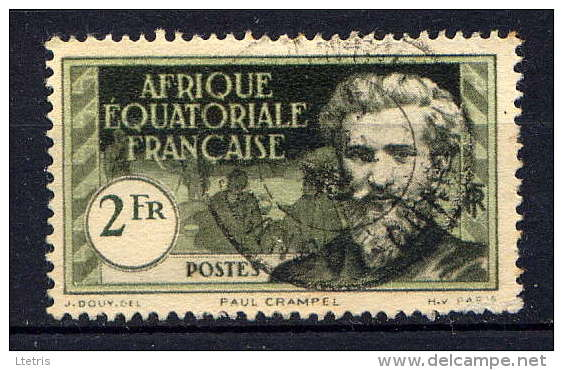
Timbre d'Afrique-Équatoriale française à l'effigie de Paul Crampel

L'Oubangui-Chari est l'une des dernières taches blanches des cartes géographiques à partir desquelles les puissances européennes se partagent le continent africain. Parmi les occidentaux qui ont contribué à cartographier la région : Pierre Savorgnan de Brazza, Paul Crampel, Edmond Ponel, Georges Grenfell, mais aussi Auguste Chevalier, Joseph Briand et tant d'autres.
Georges Grenfell, un pasteur d'origine britannique, est le premier à dresser la carte du fleuve Oubangui et à atteindre en 1885 le site qui va devenir celui de l'actuelle capitale, Bangui.
En 1885, des explorateurs belges découvrent le fleuve Oubangui. Le territoire ainsi découvert est partagé entre la France et la Belgique de part et d'autre du fleuve qui marque ainsi la frontière entre ces deux puissances coloniales.
En 1889 est fondé sur la rive droite de l'Oubangui le poste de Bangui, qui va devenir en 1960 la capitale de la République centrafricaine.
Plusieurs missions ont lieu dans les années 1890, dont celle conduite par Paul Crampel, qui atteint le camp de Mohamed es-Senoussi, Jean Dybowski, Casimir Maistre, et François-Joseph Clozel, en plus de la célèbre expédition Marchand.
En 1905, l'Oubangui-Chari devient une colonie française, dont la population africaine est exploitée.
En 1910, elle est intégrée à l'Afrique-Équatoriale française. La moitié du territoire est distribuée en concessions, cotées en bourse et confiées à des exploitants qui recherchent le seul profit.
De 1928 à 1931, la guerre du Kongo-Wara fait rage dans la région, les populations refusant le travail forcé imposé dans les concessions. Dans cet affrontement, les missionnaires s'efforcent de protéger les populations.

## Indépendance (1958)
La République centrafricaine est proclamée le 1er décembre 1958.
La figure emblématique de l'indépendance du pays est l'abbé Barthélemy Boganda, qui meurt cependant en pleine campagne électorale, dans un accident d'avion, le 29 mars 1959. Son Premier ministre, Abel Goumba, est écarté par l'administration coloniale, qui lui préfère David Dacko, soutenu par la France. C'est ce dernier qui devient le premier Président de la République centrafricaine lorsque le pays accède à l'indépendance, le 13 août 1960.

## Régime Bokassa (1965-1979)
Dacko instaure très vite une dictature. Lorsqu'il se rapproche de la Chine, le chef d'état-major de l'armée centrafricaine, Jean-Bedel Bokassa, en tire prétexte pour organiser un coup d'État contre lui. En 1965, lors du « coup d'État de la Saint-Sylvestre », il renverse son cousin David Dacko et prend le pouvoir.
Le 4 décembre 1976, il devient l'empereur Bokassa Ier. Il met alors en place une politique très répressive dans tout le pays et, un peu comme l'avait fait David Dacko avec la Chine, il commet l'erreur de se rapprocher de Kadhafi, dont la politique au Tchad est en contradiction complète avec les intérêts français.
Dans la nuit du 20 au 21 septembre 1979, l'opération Caban organisée par la France renverse Bokassa et l'opération Barracuda remet au pouvoir David Dacko, qui réinstaure la République et rétablit les libertés fondamentales.

## Régime Kolingba (1981-1993)
Profitant d'une période d'agitation sociale, le général André Kolingba (1936-2010) organise en septembre 1981 un coup d'État et contraint David Dacko (1930-2003) à lui remettre le pouvoir. Il instaure un régime militaire fortement influencé par le colonel Mantion, l'officier de renseignement français qui dirige aussi la garde présidentielle.
Au début des années 1990, Kolingba est peu à peu lâché par la France, qui lui reproche son régime dictatorial incompatible avec la démocratisation et le multipartisme auxquels appelle le président François Mitterrand dans son discours de La Baule en 1990.

## Période d'instabilité (1993-2015)
La Centrafrique connait depuis le milieu des années 1990 un cycle de soulèvements politico-militaires qui déstabilisent profondément le pays.

### Présidences Patassé (1993-2003)
En 1993, des mutins contraignent Kolingba à organiser des élections, qui se tiennent la même année.
Ange-Félix Patassé (1997-2011) est élu président de la République.
En 1996, le président Ange-Félix Patassé est menacé par une succession de trois mutineries au sein des Forces armées centrafricaines (FACA), qui l’amènent à demander l’intervention de l’armée française. L'instabilité devient progressivement chronique dans le pays.
Les accords de Bangui de janvier 1997 semblent mettre un terme aux conflits et le scrutin présidentiel de 1999 offre un deuxième mandat à Ange-Félix Patassé. Mais le 28 mai 2001, l’ancien président André Kolingba tente contre le président Patassé un coup d’État que seule l’intervention de la Libye et des combattants du Mouvement de libération du Congo (MLC) de Jean-Pierre Bemba permet de contrer.
En mai 2001, le général François Bozizé, ancien chef d’état-major des forces armées centrafricaines, est impliqué dans un putsch avorté et doit fuir au Tchad le 9 novembre 2001.

### Présidences Bozizé (2003-2013)
Malgré l'intervention de la communauté internationale, Ange-Félix Patassé est finalement renversé le 15 mars 2003 par le général François Bozizé (1946-) grâce à une rébellion dont l'élément central est constitué par plusieurs centaines de « libérateurs », qui sont souvent d’anciens soldats tchadiens ayant repris du service avec l’assentiment d’Idriss Déby.
Une bonne partie de ces « libérateurs » retournent au Tchad en 2003 ou 2004, d'autres intègrent les forces de sécurité ou ouvrent un commerce sur le grand marché PK5.
Après des élections plusieurs fois reportées, François Bozizé est élu président de la République au second tour le 8 mai 2005. Toutefois, le coup d’État de François Bozizé, en 2003, a déchaîné un cycle de rébellion dans lequel le pays est toujours plongé en 2019.

#### Deuxième guerre civile (2012-2013)
En décembre 2012, le pays connaît à nouveau une situation insurrectionnelle. Une coalition rebelle qui a pris le nom de Séléka (Alliance, en langue sango) s'est constituée contre le régime de Bozizé. Réunissant au moins trois mouvements préexistants, cette coalition, qui dispose de troupes bien armées et disciplinées, prend le contrôle de la ville diamantifère de Bria le 18 décembre, avant de progresser rapidement vers la capitale. Le président Bozizé espère pendant quelque temps obtenir un soutien militaire de la France ou des États-Unis, mais ces deux pays choisissent de ne pas intervenir. En mars 2013, les rebelles de la coalition Séléka reprennent les hostilités et finissent par le chasser du pouvoir le 24 mars 2013. Le chef de la Seleka, Michel Djotodia, s'auto-proclame président de la République. Comme il se révèle incapable de rétablir l'ordre, la situation s'enlise et la crise débouche sur des affrontements inter-communautaires.

### État fantôme (2013-2015)
Face au risque de génocide, la France annonce le 26 novembre 2013 l'envoi d'un millier de soldats pour rétablir la sécurité dans le pays. Le 5 décembre 2013, par la résolution 2127, le conseil de sécurité des Nations unies autorise « le déploiement de la Mission internationale de soutien à la Centrafrique sous conduite africaine (MISCA) pour une période de 12 mois », officiellement pour mettre fin à « la faillite totale de l'ordre public, l'absence de l'état de droit et les tensions interconfessionnelles ». La MISCA est appuyée par des forces françaises(opération Sangaris), autorisées à prendre « toutes les mesures nécessaires ».
Le 10 janvier 2014, le président de la transition centrafricaine Michel Djotodia et son premier ministre Nicolas Tiangaye annoncent leur démission lors d'un sommet extraordinaire de la communauté économique des États de l'Afrique centrale (CEEAC),. Le 20 janvier 2014, le conseil national de transition de la République centrafricaine élit Catherine Samba-Panza comme chef de l'État de transition de la République centrafricaine.
Les affrontements continuant dans le pays entre ex-Séléka et milices anti-Balaka, le Conseil de sécurité des Nations unies décide le 10 avril 2014 par sa résolution 2149 la mise en place de la MINUSCA (Mission multidimensionnelle intégrée des Nations unies pour la stabilisation en Centrafrique).
Le médiateur, Denis Sassou Nguesso, obtient de haute lutte que le gouvernement organise une conférence à Brazzaville afin d'obtenir une cessation des hostilités. Organisée dans des conditions chaotiques, la conférence aboutit le 23 juillet 2014 à un accord obtenu au forceps entre les belligérants. En dépit de cet accord, le pays est divisé en zones contrôlées par des milices, « sur lesquelles ni l’État ni la mission de l’ONU n’ont prise ».

## Présidence Touadéra (depuis 2016)

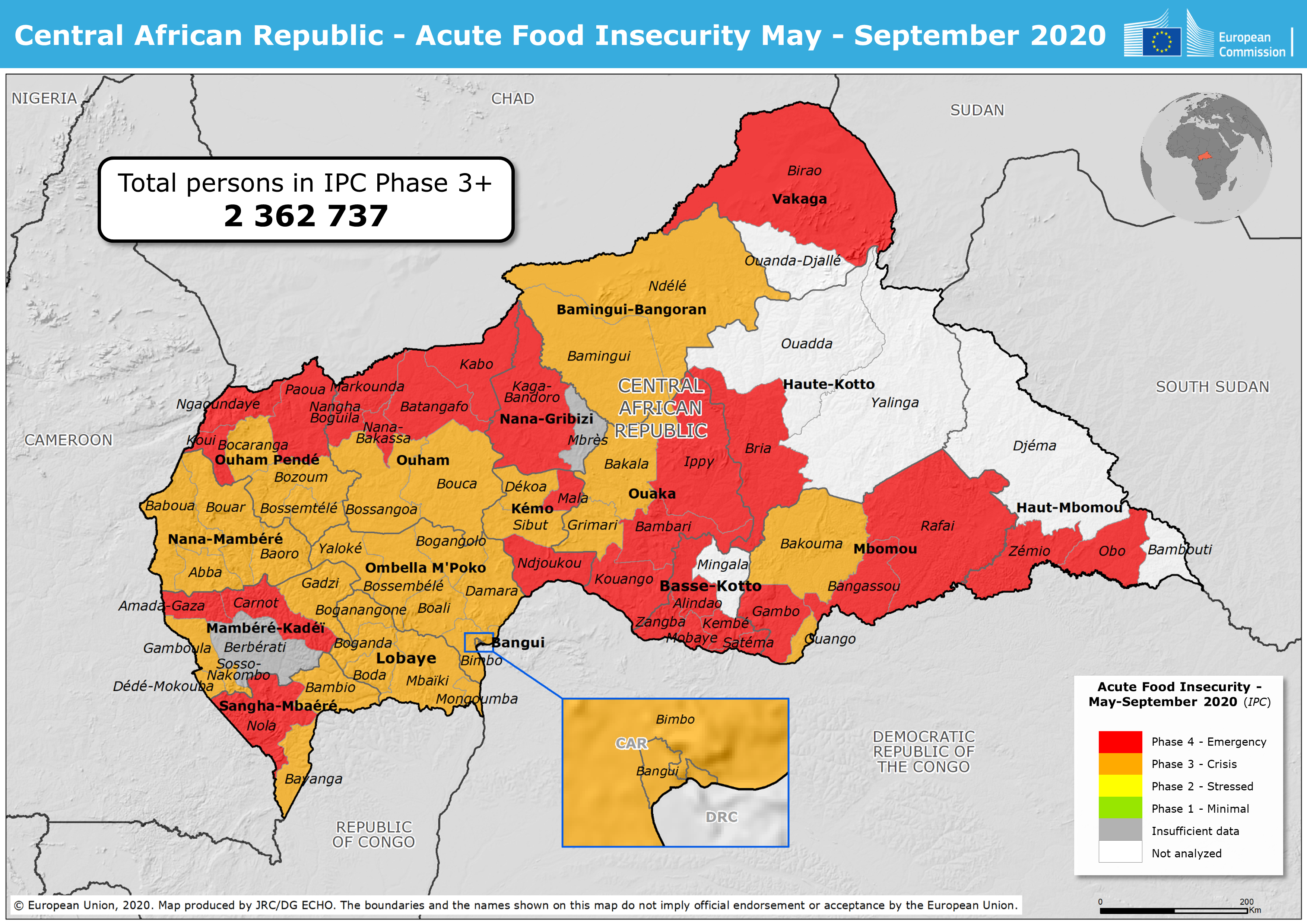
Insécurité alimentaire, 2020

Une élection présidentielle est organisée en décembre 2015 (1er tour) et janvier 2016 (2nd tour). Faustin-Archange Touadéra (1957-) arrive deuxième du premier tour avec 19 % des voix, derrière son opposant, Anicet-Georges Dologuélé, qui arrive en tête avec 23,7 %. Il est finalement élu président de la République à l'issue du deuxième tour, avec 62,7 % des suffrages contre 37,3 % à Anicet-Georges Dologuélé. Le nouveau président de la République lance un processus de réconciliation nationale afin de rendre justice aux victimes des guerres civiles, la plupart déplacées à l'intérieur et à l'extérieur du pays. Il charge son ministre conseiller Regina Konzi Mogot d'élaborer le Programme national de réconciliation nationale et de paix, proposé en décembre 2016, adopté séance tenante à l'unanimité par les organismes internationaux. Pour autant, en juin 2017, les affrontements à Bria, dans le centre-est du pays, font une centaine de morts. Un comité est également mis en place afin de juger les principaux acteurs et dédommager les victimes.
Depuis 2018, des mercenaires russes du Groupe Wagner et de la société privée Sewa Security Services (SSS) sont présents en Centrafrique, où ils participent à la formation de militaires de l'armée centrafricaine et à la protection rapprochée du Président centrafricain.
Le 6 février 2019, l'État centrafricain signe avec les 14 principaux groupes armés du pays un nouvel accord de paix (Accord politique pour la paix et la réconciliation, APPR) négocié en janvier à Khartoum. Malgré cet accord, 80 % du territoire reste contrôlé par des groupes armés et les massacres de populations civiles continuent.
Le 3 décembre 2020, la candidature de François Bozizé à l'élection présidentielle est invalidée par Cour constitutionnelle en raison des poursuites en RCA, entre autres pour « assassinats » et « tortures », et des sanctions de l'ONU à l'encontre de Bozizé. La Coalition des patriotes pour le changement (CPC), un groupe réunissant plusieurs milices est formé en décembre 2020. La CPC cherche à annuler les élections (législatives et présidentielle) de fin décembre. Bozizé annonce son soutien à la CPC le jour des élections. La CPC gagne du territoire et converge vers Bangui mais sa progression est arrêtée par le groupe Wagner et les Forces armées rwandaises, alliés du président Touadéra,. Le président Touadéra est réélu au premier tour de l'élection mais l'opposition dénonce des fraudes et des irrégularités et refuse de reconnaître le résultat.
Une nouvelle constitution entre en vigueur en 2023.
Le 19 avril 2025, le gouvernement signe un accord de paix (réintégration dans l'Accord politique pour la paix et la réconciliation de 2019) avec plusieurs groupes armés membres de la CPC. Le ministre tchadien de la Défense Issakha Malloua Djamous est le médiateur des discussions. L'accord prévoit que les miliciens soient cantonnés, enregistrés et désarmés. Certains miliciens seront ensuite formés et intégrés aux Forces armées centrafricaines (ou d'autres forces de sécurité) alors que d'autres seront inclus dans le programme « démobilisation, désarmement et réintégration » (DDR). L'accord inclut aussi des dispositions pour l'intégration des miliciens dans les institutions et dans le gouvernement. En juillet, en vertu de cet accord, les chefs des milices (Sembé Bobo pour 3R et Ali Darassa pour l'Unité pour la paix en Centrafrique (UPC)) déposent les armes et dissolvent leurs milices dans une cérémonie organisée à Bangui en présence du président Touadéra. L'accord de paix entre alors en vigueur et le Tchad en est le garant,.

## Galerie de dirigeants politiques

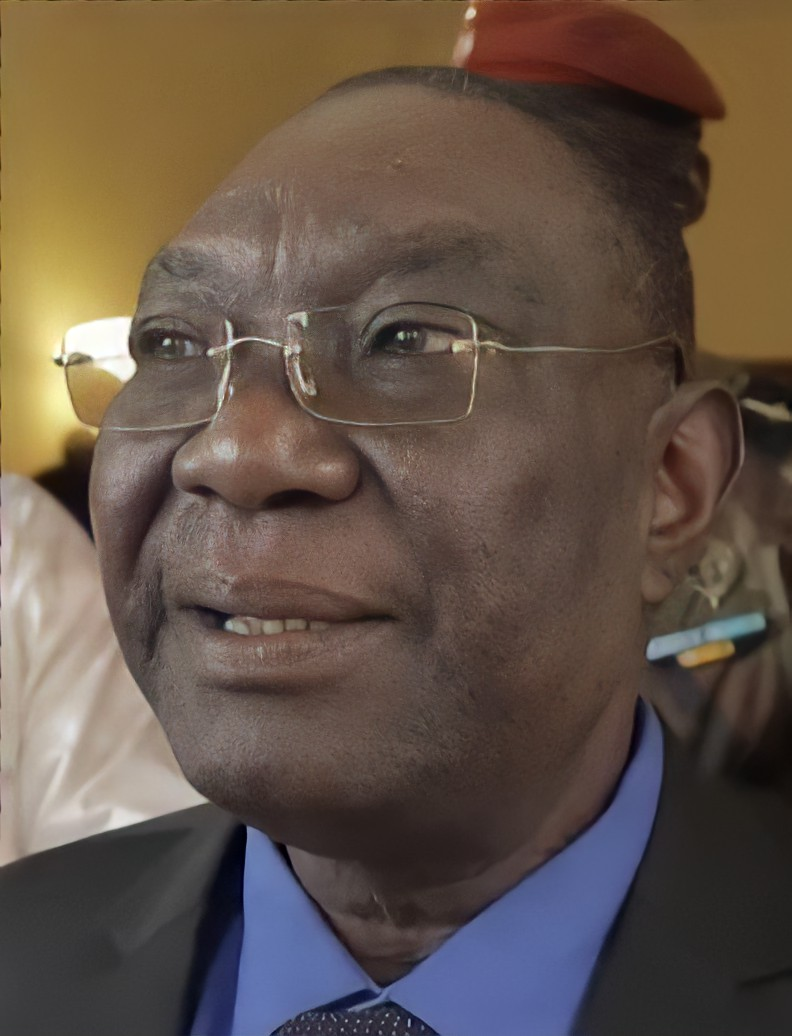
Michel Djotodia 2013-2014
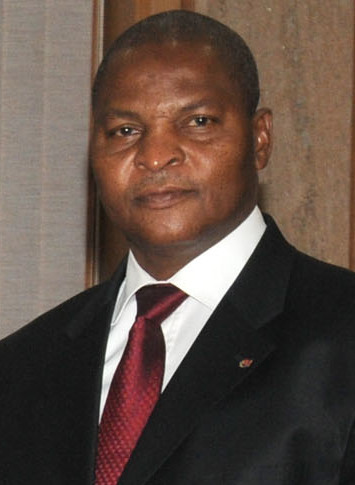
Faustin-Archange Touadéra 2016-présent

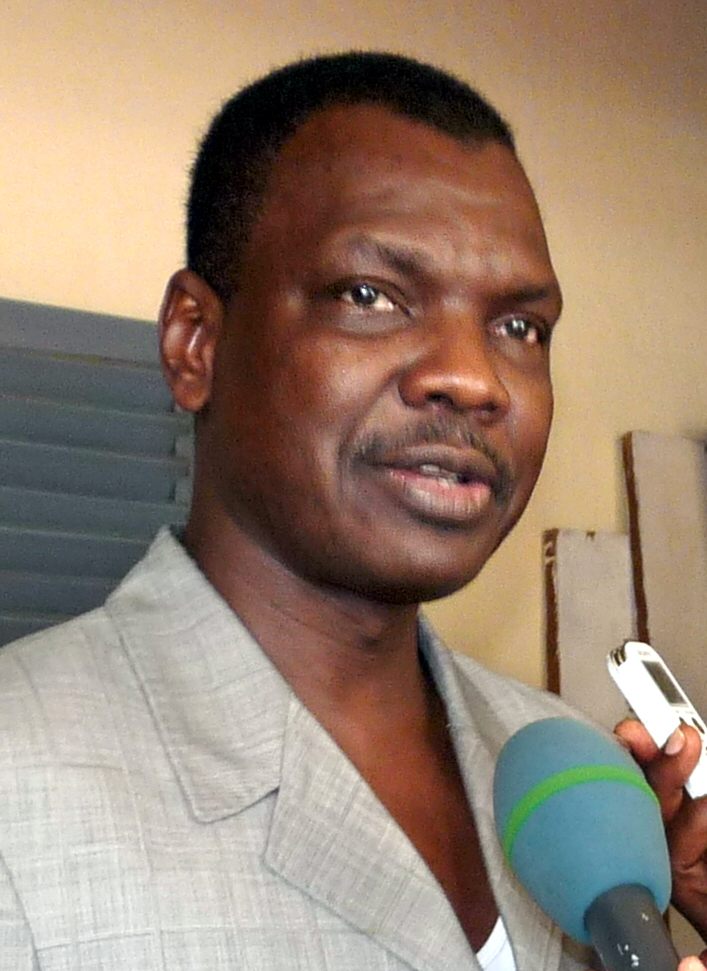
Mahamat Kamoun 2014-2016
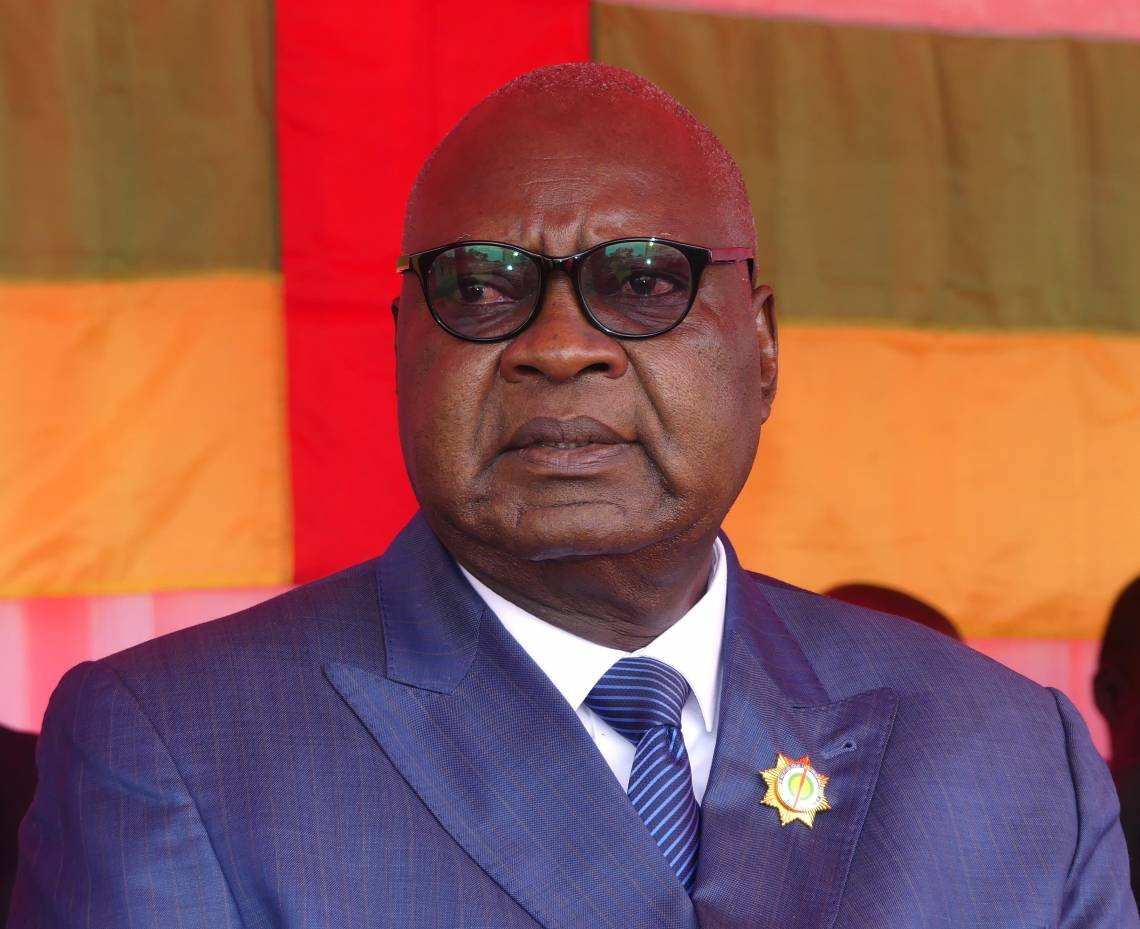
Simplice Sarandji 2016-2019
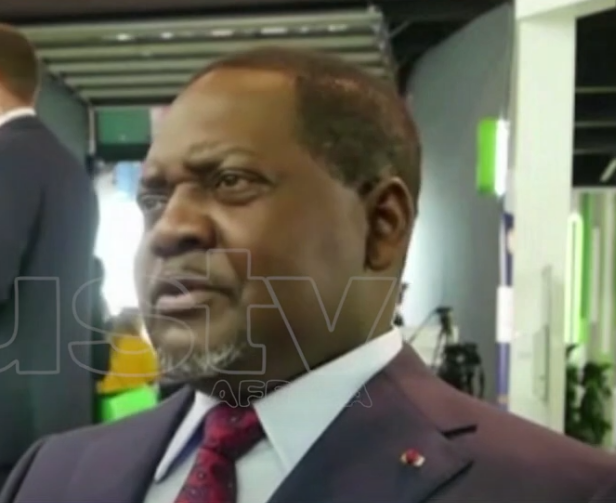
Firmin Ngrebada 2019-2021
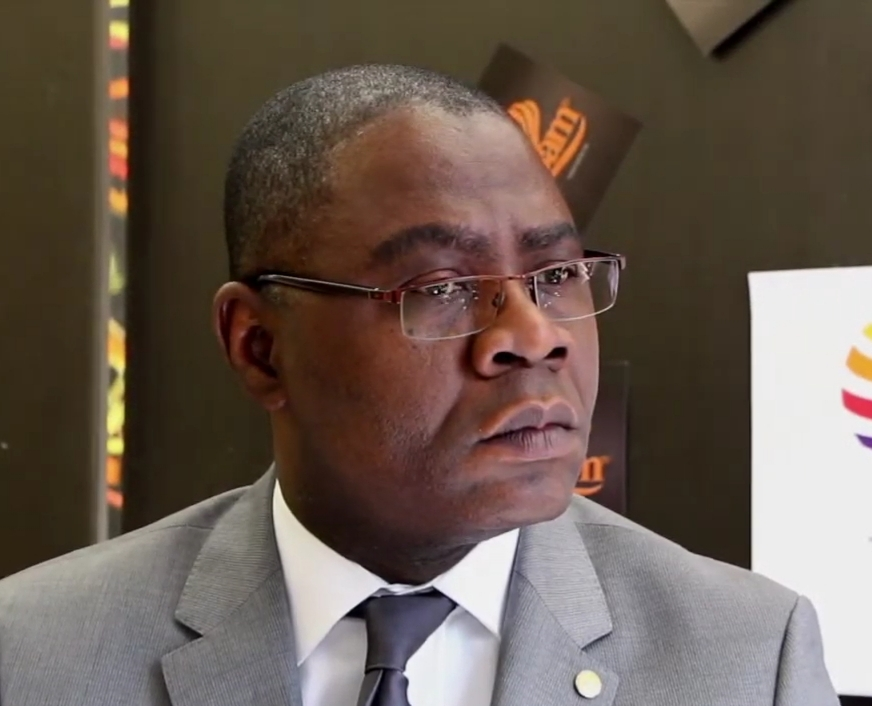
Henri-Marie Dondra 2021-2022
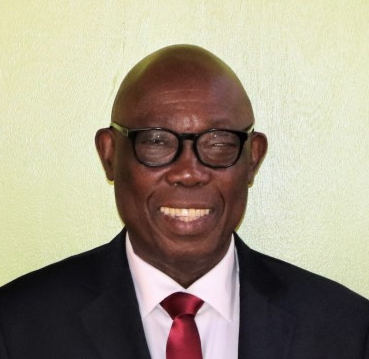
Félix Moloua 2022-présent

Présidence

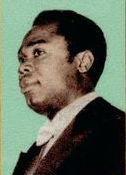
David Dacko 1960-1966,1979-1981
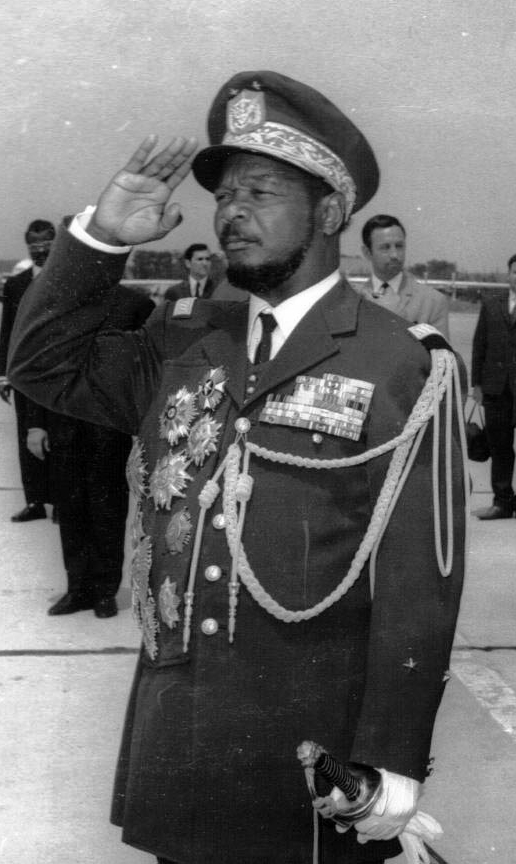
Jean-Bedel Bokassa 1966-1979
André Kolingba 1981-1993
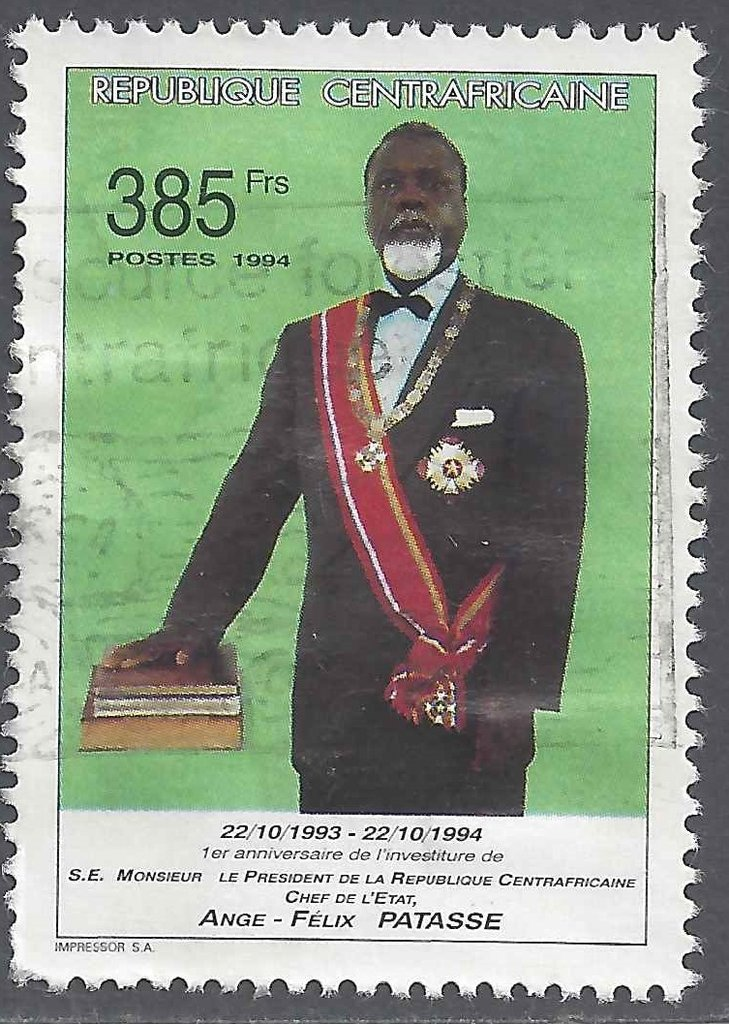
Ange-Félix Patassé 1993-2003
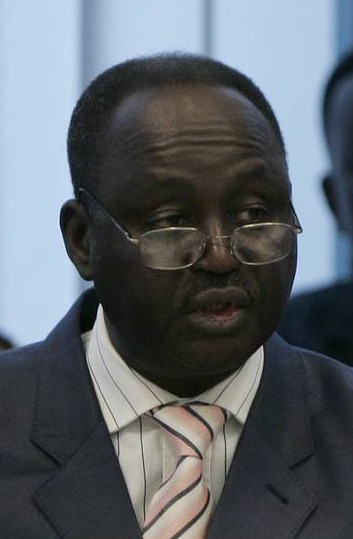
François Bozizé 2005-2013

- Michel Djotodia
2013-2014
- Faustin-Archange Touadéra
2016-présent

Gouvernement

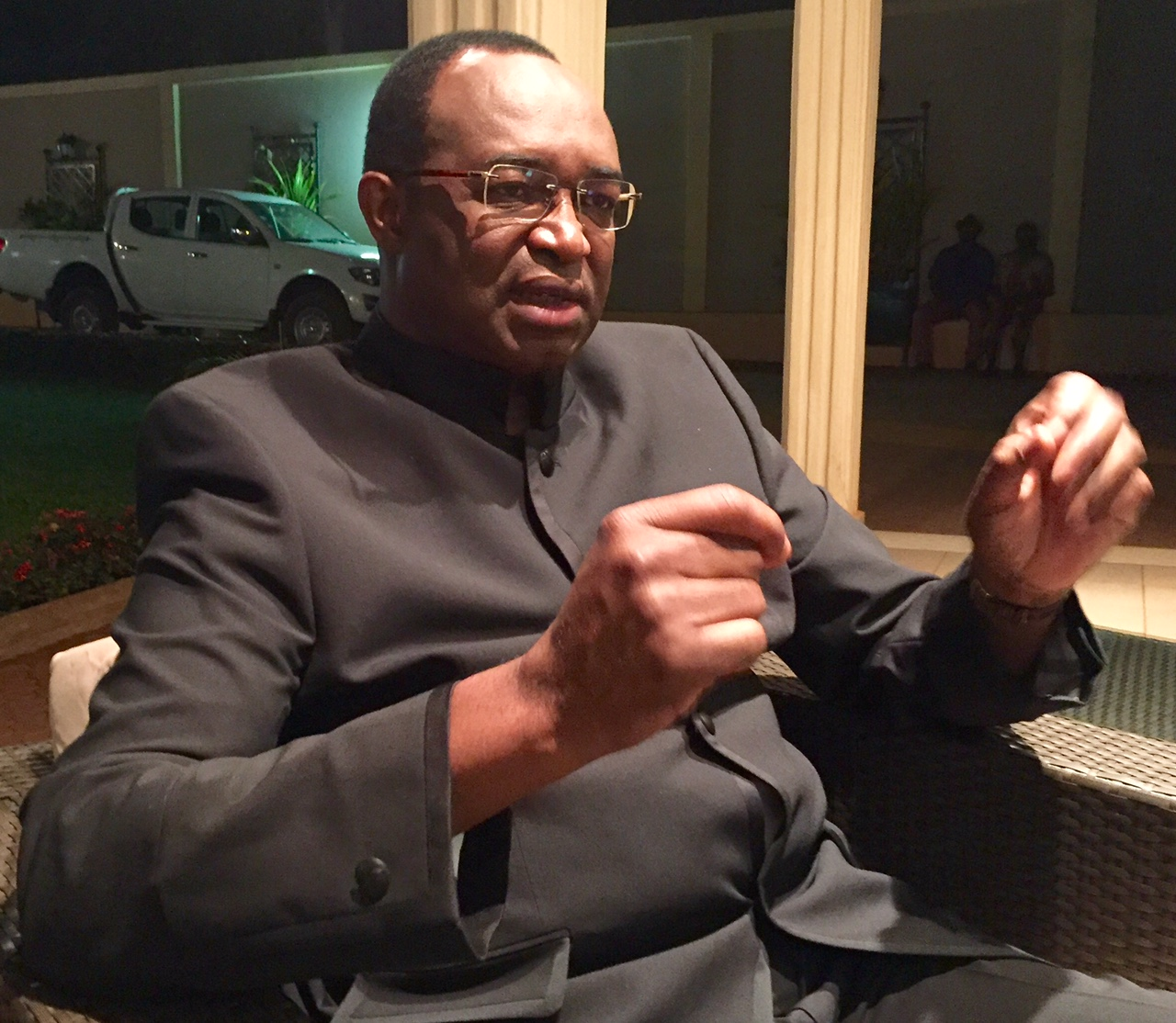
Anicet-Georges Dologuélé 1999-2001
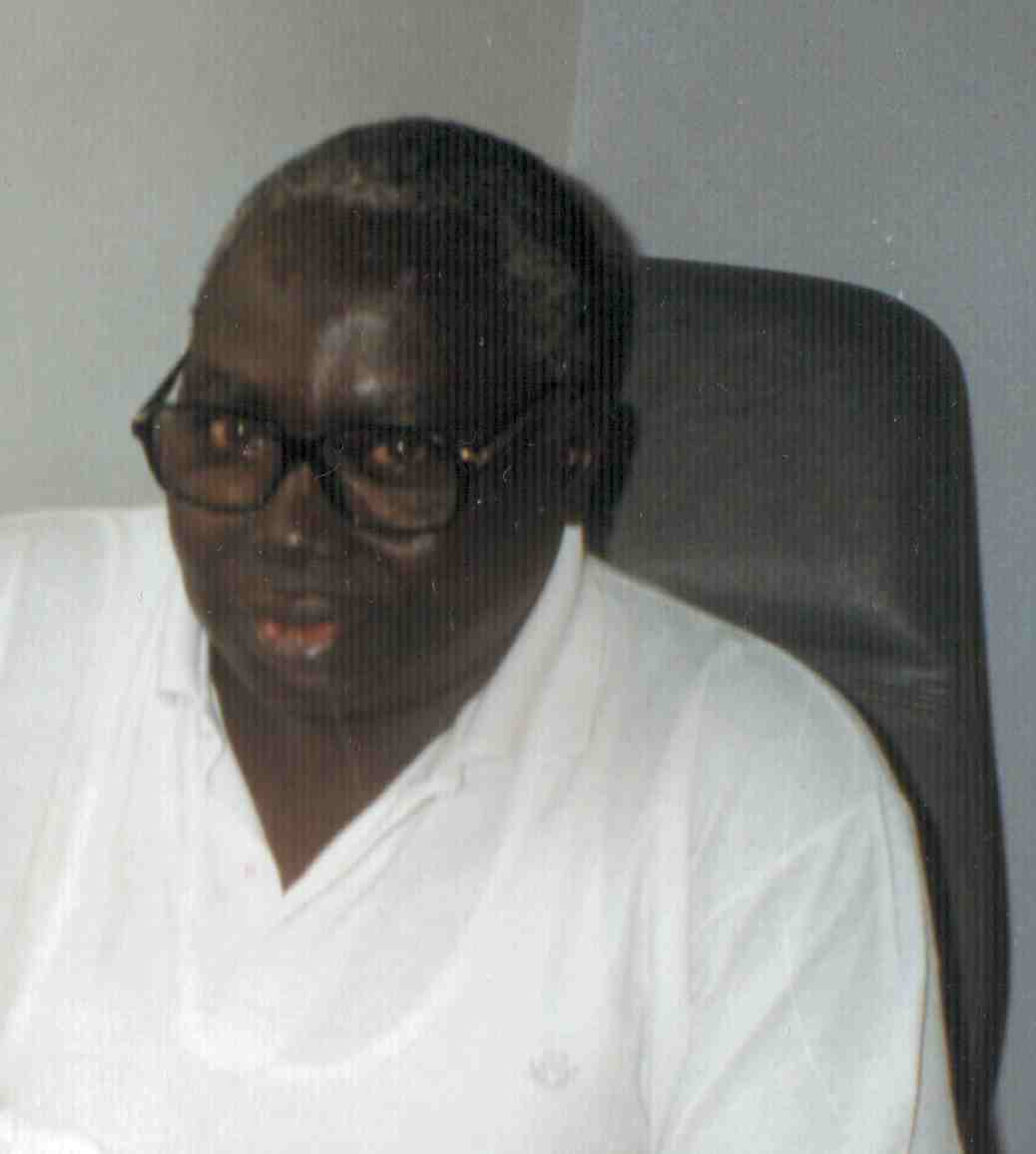
Célestin Gaombalet 2003-2005
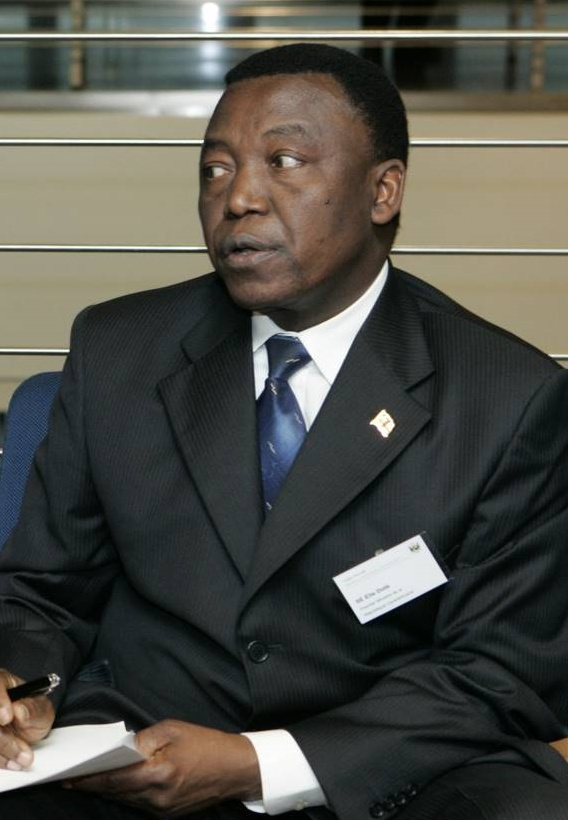
Élie Doté 2005-2008
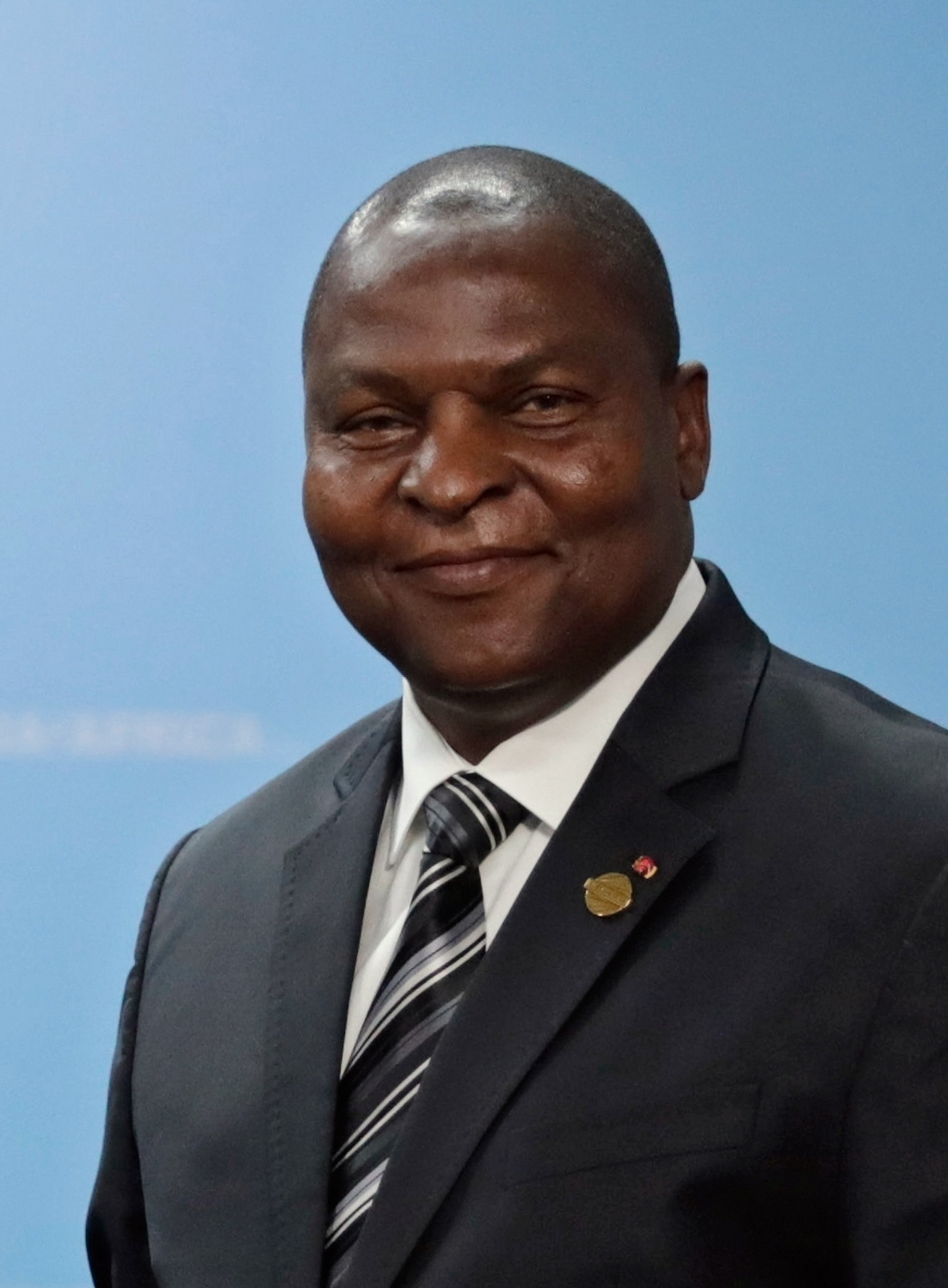
Faustin-Archange Touadéra 2008-2013
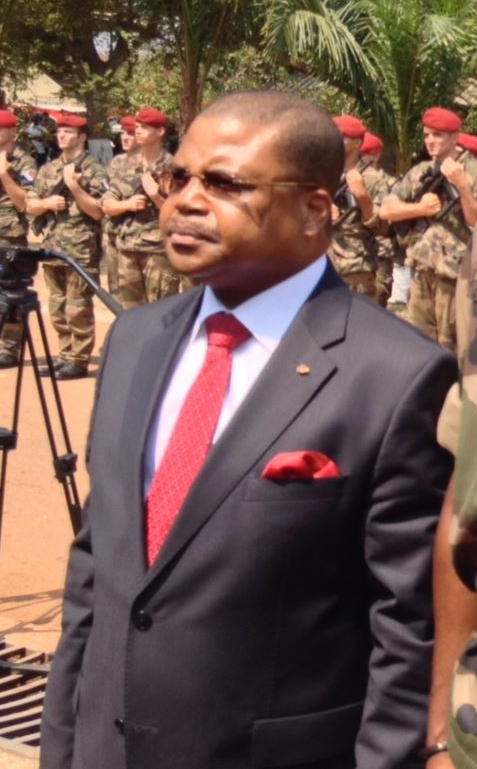
Nicolas Tiangaye 2013-2014

- Mahamat Kamoun
2014-2016
- Simplice Sarandji

2016-2019
- Firmin Ngrebada
2019-2021
- Henri-Marie Dondra
2021-2022
- Félix Moloua
2022-présent

#### 1880c-1960c: période coloniale
- 1894-1904 : Haut-Oubangui

#### 1960c-
- Constitution de la République centrafricaine (1959)
- Politique en République centrafricaine, liste des chefs d'État centrafricains, premier ministre de la République centrafricaine
- République de Logone (2015-)
- Déclaration d'entente de Khartoum (2018)